# 非洲經濟史
今天普遍認為人類起源於非洲。每當人類社會形成，經濟活動也是如此。最原始的人類是狩獵收集者並住在小家庭的族群裡。接著會出現相當的貿易活動，其距離也可能相隔頗遠。考古學家發現當中貿易的奢侈貨品比如貴金屬及貝殼橫跨整個大陸。

## 農業的起源
首個非洲的農業例子相信發生在撒哈拉沙漠，但在公元前5200年該地區更為濕潤及人口稠密。一些原始畜牧的品種包括御穀，高粱，豇豆，分佈在西非及薩赫勒（Sahel）一帶。當時的撒哈拉就像是今天的薩赫勒，其開闊的田地使種植變得容易，但貧瘠的土壤和有限的雨水讓集約式農業變得困難。該地的產物並不理想，其所生產的卡路里較其他地區為少。這些原因不能讓部族產生盈餘，致使人口居住分散，沒能都市化。
北非跟南方地區的情況不同。氣候上，北非與中東及新月沃土相似，而且雙方的農業技術也是大規模進行。這包括不同的作物，比如小麥，大麥，葡萄。北非的尼羅河流域也是世界上農業最發達的地區之一。由於農業的發達，尼羅河流域的人口密度很快變得稠密，而埃及也是世界上其中一個最早的文明。
後來，撒哈拉的乾旱化成為了分割南北地區的重大阻礙，但其中兩個例外是努比亞（Nubia）：由於此地區跟埃及相連；及埃塞俄比亞：此地區能穿過紅海與北方地區貿易。一些較強大的國家也在這裡興盛起來，比如努比亞的庫施（Kush）及埃塞俄比亞的阿克蘇姆（Axum）。從這些地區，中東及歐洲的思想及科技得以傳入撒哈拉以南的地區。
其中一項就是鐵器使用的技術。此技術估計在公元前1200年從蘇丹迅速傳入西非，並在公元5世紀前傳入南非。但也有一些歷史學家相信非洲的鐵器技術是自身發展而成。非洲跟其他的大陸不同，在進入鐵器時代前沒有經歷過銅器及青銅器時代，這是因為在非洲銅較為含有但鐵較為普遍。在努比亞及埃塞俄比亞，鐵器，貿易及農產品盈餘促進了城市及文明的發展。

## 貿易
在一些貿易經常進行的同時，城市與帝國的崛起使貿易在非洲經濟上變得更重要。北非對整個地中海地區的貿易非常重要。除了埃及。這些貿易主要由主宰北非的腓尼基人控制，迦太基則是這一族人的重要城市。希臘人控制了大部分的東部貿易，包括紅海一帶之埃塞俄比亞。在這些地區，一些希臘的貿易城市建立起來，而這些城市扮演著向非洲傳播他們的文明與學問的管道。
埃及城市（後來為羅馬）亞歷山卓（由亞歷山大大帝於公元前334年建立）是多個世紀以來地中海貿易中的重要樞紐之一。直至19世紀，埃及還擁有這個在歐洲以外發展最完善的城市。
在公元十世紀以來的大部分時間，位於埃塞俄比亞的阿克蘇姆帝國（Axumite Kingdom）和厄立特里亞（Eritrea）擁有強大的海軍，而其貿易線更伸展至拜占庭帝國及印度。在公元14世紀至17世紀期間，位於現時的索馬里的Ajuuraan State開始使用水利工程的技術以及發展新的農業和稅收制度。這些技術一直被一些非洲之角的地區沿用至19世紀。
在非洲東南部，斯瓦希里王國（Swahili Kingdoms）建立了一個繁榮的貿易帝國。這個地區就是今天的肯亞，坦桑尼亞及烏干達。斯瓦希里（Swahili）的城市是一些與中東和遠東貿易的重要貿易港口。
在非洲內陸，貿易受到很大的限制。人口密度低使有盈利的商業活動變得困難。而且，最大的貿易障礙是剛果熱帶雨林。此雨林阻礙了貿易隊伍在非洲中部自由活動，其阻礙程度遠較撒哈拉為大。
伊斯蘭軍隊的到來大大地改變了非洲的經濟發展。伊斯蘭對北非地區的影響相對較低，這是由於在這些地區的大城市，識字率及中央集權體制已經發展成熟。阿拉伯人遠較基督徒更能穿越撒哈拉，這是由於他們會使用駱駝。因此，在非洲阿拉伯能夠不斷擴張，並最終使貿易路線得以穿過這個沙漠。
於是，在撒哈拉南部邊陲的萨赫勒就建立了一些國家。當中，最早成立的是迦納帝國（Kingdom of Ghana），其國力在12世紀達致頂峰。之後，馬里帝國（Mali Empire）和加涅姆帝國（Kanem Empire）也相繼在這個地區成立起來。這些國家的貿易品主要是黃金，因為在幾內亞（Guinea）一帶黃金較為充裕。另一項重要貿易是跨撒哈拉的奴隸貿易，就是把這地區數量多的奴隸運送到北非去售賣。
另一項同樣重要的貿易是發展在非洲大陸的東岸。這裡的斯瓦希里商人與印度洋地區有貿易聯繫，故此這些商人向其出口黃金，象牙及奴隸，換取中國陶器及印度的紡織品。

## 歐洲的影響
在地中海行駛的槳帆船長久以來未能穿過大西洋。此外，要穿過幾千里沒有水的沙漠而到達人口聚集地區貿易也是不可能的。這些障礙自從歐洲發明了卡拉維爾帆船（Caravel）就克服了。之前跟撒哈拉以南地區貿易要透過北非的中間人，但現在歐洲人已經能夠直接跟那些地區的人貿易了。
最早到達非洲貿易的歐洲人是葡萄牙人。他們在15世紀開始與西非地區進行許多的貿易，其購入的商品主要是黃金，象牙和奴隸，與阿拉伯人所購買的一樣，而葡萄牙人則向非洲人售賣印度的服裝及歐洲的貨品，但拒絕向他們售賣槍械。後來，其他的歐洲國家，比如法國，丹麥，荷蘭及英國開始跟非洲自行進行貿易，他們卻較少有顧慮。